# 库特夫鲁
库特夫鲁（法語：Coutevroult，法語發音：[kutəvʁu] ⓘ）是法国塞纳-马恩省的一个市镇，属于莫城区。

## 地理
库特夫鲁（48°51'45"N, 2°51'8"E）面积7.79 平方千米，位于法国法蘭西島大區塞纳-马恩省，该省份为法国北部内陆省份，北起瓦兹省，西接埃松省、马恩河谷省、塞纳-圣但尼省和瓦兹河谷省，南至卢瓦雷省，东南接约讷省，东临马恩省和奥布省，东北接埃纳省。
与库特夫鲁接壤的市镇（或旧市镇、城区）包括：莫兰河畔圣日耳曼、孔特新城、莫兰河畔维利耶、巴伊-罗曼维利耶、马尼勒翁格尔。

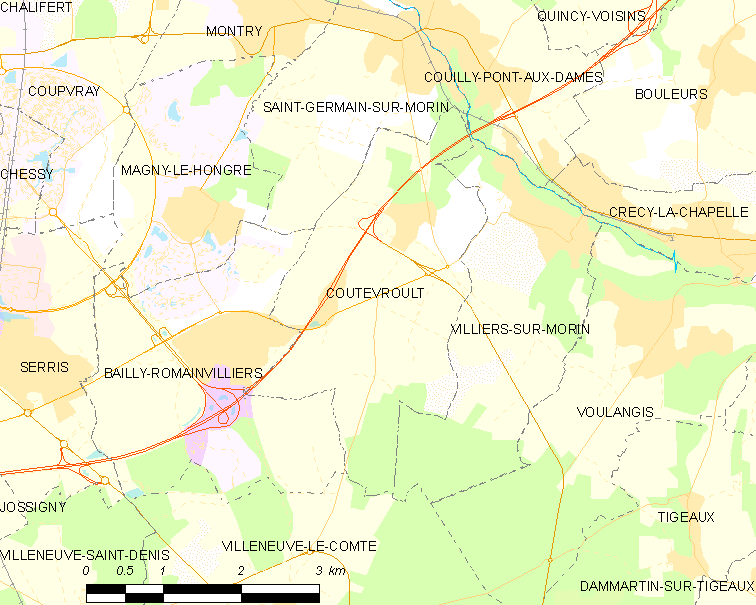
库特夫鲁的OSM定位图

库特夫鲁的时区为UTC+01:00、UTC+02:00（夏令时）。

## 行政
库特夫鲁的邮政编码为77580，INSEE市镇编码为77141。

## 政治
库特夫鲁所属的省级选区为塞里斯县。

## 人口

1962-2008年间库特夫鲁人口变化图示

库特夫鲁于2022年1月1日时的人口数量为1191人。